# Droits LGBT au Tadjikistan

Localisation du Tadjikistan.

Les personnes lesbiennes, gays, bisexuelles et transgenres (LGBT) au Tadjikistan peuvent faire face à des difficultés légales que ne connaissent pas les résidents non-LGBT,,,,.

## Tableau récapitulatif
| Dépénalisation de l’homosexualité                                                   | depuis 1998            |
| Majorité sexuelle identique à celle des hétérosexuels                               | depuis 1998            |
| Interdiction de la discrimination liée à l'orientation sexuelle à l'embauche        | Non                    |
| Interdiction de la discrimination liée à l'identité de genre dans tous les domaines | Non                    |
| Mariage civil ou partenariat civil                                                  | Non                    |
| Adoption conjointe dans les couples de personnes de même sexe                       | Non                    |
| Adoption par les personnes homosexuelles célibataires                               | Non                    |
| Droit pour les gays de servir dans l’armée                                          | Non                    |
| Droit de changer légalement de genre (après stérilisation)                          | requiert une chirurgie |
| Gestation pour autrui pour les gays                                                 | Non                    |
| Accès aux FIV pour les lesbiennes                                                   | Non                    |
| Autorisation du don de sang pour les HSH                                            | Non                    |